# برج باجی مختار
برج باجی مختار (به عربی: برج باجی مختار) یک شهرک و شهرداری در کشور الجزایر است که در ناحیه برج باجی مختار واقع شده‌است.

## خصوصیات
برج باجی مختار ۱۶٬۴۳۷ نفر جمعیت دارد و ۴۰۱ متر بالاتر از سطح دریا واقع شده‌است.